# Баґич
Баґич (пол. Bagicz) — село в Польщі, у гміні Устроне-Морське Колобжезького повіту Західнопоморського воєводства.